# La Hidro
La Hidro es una central hidroeléctrica declarada Bien de Interés Cultural con categoría de Sitio Histórico, situada en el término municipal de Güímar, en la isla de Tenerife (Canarias, España).

## Historia
La central se inauguró el 7 de abril de 1929 promovida por la sociedad anónima Hidroeléctrica de Güímar. La idea fue concebida por el alcalde de Güímar, Don Tomás Cruz García, en 1920, pero tardaría casi una década en obtener de la comunidad de regantes "Río y Badajoz" el permiso para aprovechar sus aguas. Finalmente la comunidad de regantes otorgó la concesión de forma gratuita y a perpetuidad a cambio de un 2% en las acciones de la sociedad anónima creada para explotar el salto.
La central comienza a dar servicio por la noche al municipio güimarero y desde comienzos de la década de los treinta la distribución se amplía al vecino municipio de Arafo por los principales barrios cercanos (San Juan, Vera, Tasagaya), con unos 6,5 km de redes. El aumento de la demanda frente a la disminución de caudales de las galerías obligó a la compañía a instalar en 1951 un grupo diésel de 120 HP a 600 r. p. m. con alternador de 75 kva. Este aumento de potencia se reveló insuficiente y a fines de los cincuenta comenzaron los problemas de suministro que obligaron a la conexión y prestación de potencia adicional a mediados de la siguiente década. Por último, en 1972 la sociedad y las redes de distribución se integraron en UNELCO.

## Descripción
El Sitio Histórico de La Hidro se localiza en el interfluvio que separa los barrancos de Badajoz y del Agua, en un sector de las medianías altas del valle de Güímar, a unos 675 m s. n. m. en la zona conocida como La Degollada, y a unos 3 km del centro urbano de Güímar. Al lugar se accede por un antiguo camino que parte del barrio de San Juan, existiendo un segundo ramal que nace en el Barranco de Badajoz. Este camino, que en el sector de la Central conserva algunos tramos empedrados en buen estado, se adentra en la zona de pinar y su origen se relaciona con los aprovechamientos forestales e hidráulicos efectuados tradicionalmente en los montes del Valle.
El estrecho lomo en el que se ubica la Central aparece completamente abancalado, aunque gran parte del terrazgo se halla abandonado y las terrazas ocupadas por comunidades ruderales y antiguos cultivos de viña y tuneras. Algunos pinos aislados completan el paisaje vegetal de la zona. En los alrededores se localizan diversas canalizaciones y atarjeas que descienden desde las galerías situadas a cota superior y que discurren paralelamente al camino de acceso. Una de ellas -el Bajante del Morro de La Habana- captaba el agua de la Galería El Calvario y alimentaba a la Central, si bien se encuentra actualmente fuera de uso.
El edificio de la Central cuenta con dos cuerpos ortogonales adosados. El primero consta de dos plantas y azotea, existiendo varios vanos que se abren en tres de sus fachadas. En la segunda planta de la fachada principal aún se localizan los bornes de anclaje del tendido eléctrico (ya desaparecido) que abastecía de fluido eléctrico las localidades del Valle.
El segundo cuerpo, de una sola planta y cubierta a dos aguas de uralita, cuenta con dos ventanales que se abren en la fachada sur. En el interior se conserva la maquinaria -grupo diésel, alternador, etc.- que en los últimos años de funcionamiento generaba la energía eléctrica.